# Weiler zum Turm

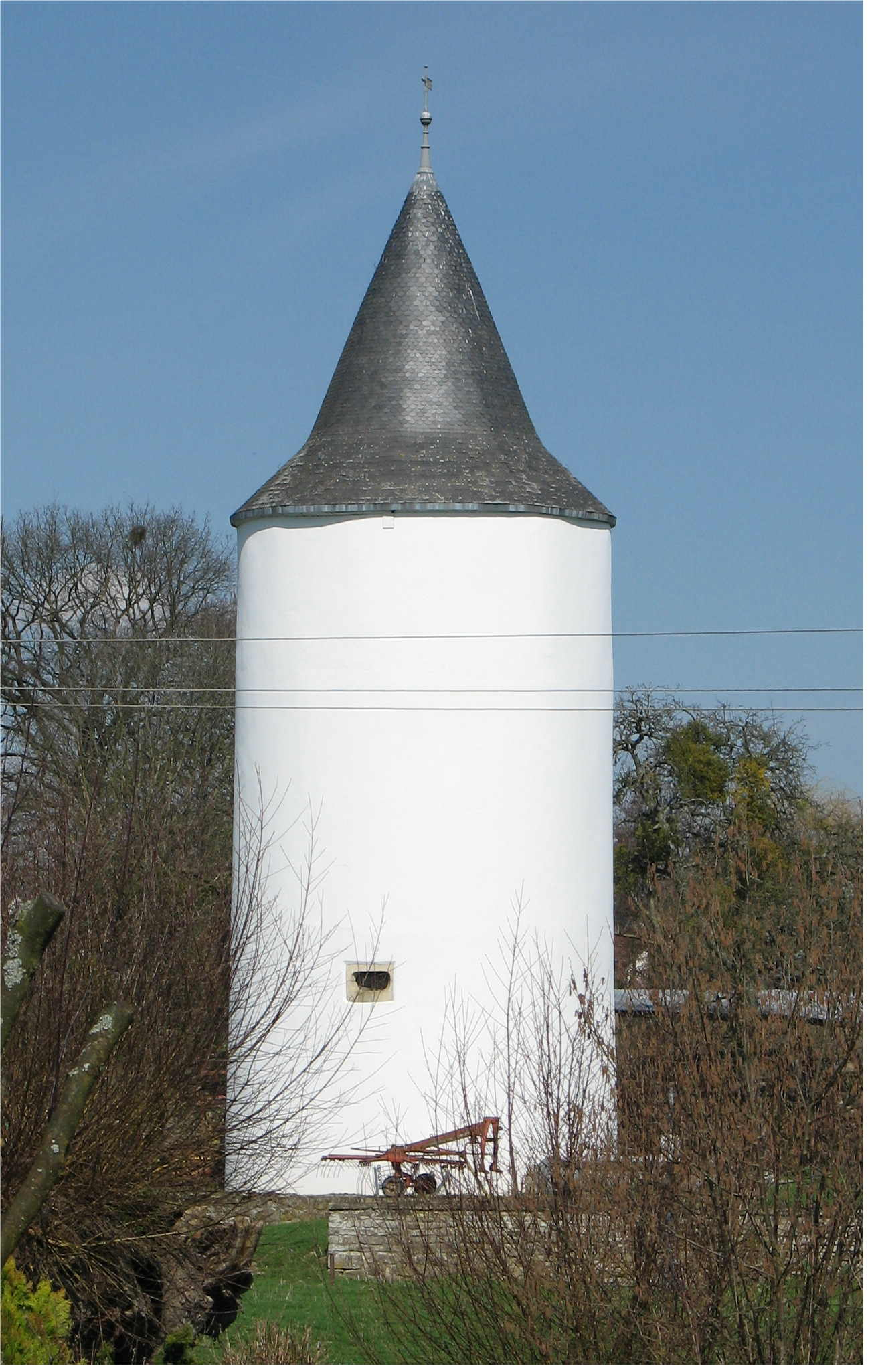
Wachturm von 1750 am Schloss

Weiler zum Turm (luxemburgisch Weiler zum Tuerⓘ, französisch Weiler-la-Tour) ist eine Gemeinde im Großherzogtum Luxemburg und gehört zum Kanton Luxemburg. Zur Gemeinde gehören außerdem die Orte Hassel und Syren. Hier befindet sich die Quelle des Baches Syr. Als Lieu-dit gehört noch der Wohnplatz Schlammestee zur Gemeinde.

## Geschichte
Archäologische Funde aus der Jungsteinzeit und der Zeit der Kelten belegen, dass die Gegend schon früh besiedelt war. Reste der Grundmauern einiger römischer Villen/Weiler deuten auf eine Stadt mit Namen Ricciacus hin, die sich in der Nähe des heutigen Ortsteils Hassel befand. Der Name Weiler zum Turm, lateinisch Turris Villare oder Villare ad Turrim entstand in der Römerzeit und bezieht sich auf einen Wachturm, der Teil der befestigten römischen Siedlung war. Der heutige bekannte Turm stammt aus dem Jahr 1750 und sicherte, mit einem Pendant, den Zugang zum Schloss der Herren von Weiler. Die 1850 erbaute Kirche von Syren wurde 1999 nationales Denkmal. Weiler hat keine Industrie, die meisten Menschen arbeiten in der nahegelegenen Hauptstadt.

## Kulturdenkmale
- siehe Liste der Kulturdenkmale in Weiler zum Turm